# Matija Šarkić
Matija Šarkić (montenegrinisch-kyrillisch Матија Шаркић; * 23. Juli 1997 in Grimsby, England; † 15. Juni 2024 in Budva, Montenegro) war ein montenegrinischer Fußballspieler. Der Torhüter war zuletzt für den englischen Zweitligisten FC Millwall aktiv und spielte für die montenegrinische Fußballnationalmannschaft.

## Familie
Šarkić wurde als Sohn des montenegrinischen Diplomaten Bojan Šarkić und der Engländerin Natalie Šarkić-Todd, die für europäische Medien tätig ist, in Grimsby geboren. Sein Zwillingsbruder Oliver ist ebenfalls Fußballprofi, 2024 stand er bei FK Dečić Tuzi unter Vertrag.

## Klubkarriere

### Aston Villa
Šarkić hatte die Jugendakademie des belgischen Klubs RSC Anderlecht absolviert, bevor er am 1. September 2015 einen Dreijahresvertrag mit dem englischen Klub Aston Villa unterzeichnete. Er war der Torhüter der U21-Mannschaft des Klubs für die Saison 2015/16, in der der Klub das Playoff-Finale der Division Two erreichte. Im April 2017 wurde er nach einer Verletzung von Mark Bunn für ein Ligaspiel gegen Reading als Ersatz für Sam Johnstone auf die Ersatzbank berufen.
Am 31. August 2017 kam Šarkić zu Wigan Athletic, wo er eine Saison lang ausgeliehen wurde. Im Dezember 2018 kam er über eine Jugendleihe zu Stratford Town.
Am 26. Juni 2019 unterzeichnete Šarkić für Livingston einen Vertrag über eine Leihgabe für die gesamte Saison. Šarkić wurde am 3. Januar 2020 von Aston Villa zurückgerufen, da ihr Torhüter erster Wahl, Tom Heaton, eine Knieverletzung erlitten hatte.
Šarkićs Vertrag wurde am Ende der Saison 2019/20 von Aston Villa nicht mehr verlängert.

### Wolverhampton Wanderers
Šarkić unterzeichnete am 27. Juli 2020 einen Dreijahresvertrag bei Villas Ligakonkurrenten Wolverhampton Wanderers.

#### Shrewsbury Town (Leihe)
Am 2. September 2020 trat Šarkić dem Drittligisten Shrewsbury Town für eine ganze Saison auf Leihbasis bei. Sein Debüt bei den Shrews gab er am 12. September, als er bei einem 0:0 in Portsmouth startete.

#### Birmingham City (Leihe)
Ende Juli 2021 schloss sich Šarkić dem Zweitligisten Birmingham City für die Saison 2021/22 auf Leihbasis an.

## Internationale Karriere
Šarkić vertrat Montenegros U17 bei der UEFA-U17-Europameisterschaft 2013. Am 19. November 2019 gab er sein Debüt für die montenegrinische Nationalmannschaft unter Trainer Faruk Hadžibegić beim 2:0-Freundschaftsspielsieg gegen Belarus.

## Tod
Im Rahmen der Länderspielabstellung mit der montenegrinischen Nationalmannschaft brach Šarkić am frühen Morgen des 15. Juni 2024 in einem Hotelzimmer in Budva zusammen. Er wurde gegen 6:30 Uhr Ortszeit für tot erklärt. Über die weiteren Todesumstände ist nichts bekannt. Šarkić wurde 26 Jahre alt.